# 469 aC
L'any 469 aC va ser un any del calendari romà prejulià. Durant la República Romana es coneixia com l'Any del consolat de Prisc i Celiomontà, o de vegades, any 285 Ab urbe condita o de la fundació de Roma. La denominació 469 aC per a aquest any s'ha emprat des de l'edat mitjana, quan el calendari Anno Domini va ser el mètode més usat a Europa per a anomenar els anys.

## Esdeveniments

### Grècia
- L'illa de Naxos que forma part de la Lliga de Delos, se'n vol separar, però Atenes ho impedeix. Atenes envia una flota per assetjar-la, i més endavant hi enviarà 500 clerucs (colons).[2]
- Leotíquides, rei d'Esparta, subornat pels alèvades, una família poderosa de Tessàlia, és portat a judici i deposat. Puja al tron Arquidam II, fill de Zeuxidam i net de Leotíquides.[3]

### República Romana
- Tit Numici Prisc i Aulus Virgini Tricost Celiomontà són elegits cònsols a Roma. Numici Prisc va combatre contra el poble dels volscs amb èxit i va conquerir alguna de les ciutats d'aquest poble. Amb el seu col·lega, va fer una incursió al territori dels sabins en represàlia per un atac contra territori romà.[4][5] Tricost Celiomontà va lluitar també contra els eques als que finalment va poder derrotar gràcies a la valentia dels seus soldats, tot i que l'exèrcit romà gairebé estava destruït per una negligència seva.[6]

## Necrològiques
- Zhou Yuan Wang, rei de la Xina durant la Dinastia Zhou.[7]
- Leotíquides, rei d'Esparta (nascut el 545 aC), mort a Tègea, a l'exili.[3]